# Rei do Barém
Rei do Barém (em árabe: ملك البحرين)‎ é o título do monarca e chefe de estado do Barém. Entre 1783 e 1971, o monarca baremense utilizada o título hakim, e, de 1971 até 2002, o título de emir. Em fevereiro de 2002, o emir do Barém à altura, Hamad ibn Isa Al Khalifa, declarou o Barém como reino e proclamou-se a si próprio como o primeiro rei.

## Lista de monarcas

### Hakim do Barém (1783–1971)
O título em árabe do hakim, transliterado, era Hakim al-Bahrayn (português: Senhor do Barém). O hakim tinha também o título honorífico de xeque.
- Xeque Ahmed ibn Muhammad ibn Khalifa (1783–1796)
- Xeque Abdullah ibn Ahmad Al Khalifa (1796–1843), como corregente
- Xeque Sulman ibn Ahmad Al Khalifa (1796–1825), como corregente com Abdullah ibn Ahmad Al Khalifa
- Xeque Khalifah ibn Sulman Al Khalifa (1825–1834), como corregente com Abdullah ibn Ahmad Al Khalifa
- Xeque Muhammad ibn Khalifah Al Khalifa (1834–1842), primeiro reinado como corregente com Abdullah ibn Ahmad Al Khalifa
- Xeque Muhammad ibn Khalifah Al Khalifa (1843–1868), segundo reinado
- Xeque Ali ibn Khalifah Al Khalifa (1868–1869)
- Xeque Muhammad ibn Khalifah Al Khalifa (1869–1869), terceiro reinado
- Xeque Muhammad ibn Abdullah Al Khalifa (1869–1869)
- Xeque Isa ibn Ali Al Khalifa (1869–1932)
- S.A. Xeque Hamad ibn Isa Al Khalifa (1932–1942)
- S.A. Xeque Salman ibn Hamad Al Khalifa (1942–1961)
- S.A. Xeque Isa ibn Salman Al Khalifa (1961–1971), auto-proclamou-se Emir do Estado do Barém

### Emir do Estado do Barém (1971–2002)
O título em árabe do emir, transliterado, era Amir dawlat al-Bahrayn (português: Príncipe do Estado do Barém). O emir tinha também o título honorífico de xeque.
- S.A. Xeque Isa ibn Salman Al Khalifa (1971–1999)
- S.A. Xeque Hamad ibn Isa Al Khalifa (1999–2002), auto-proclamou-se Rei do Barém

### Rei do Barém (2002–presente)
O título em áraba, transliterado, é Malik al-Bahrayn (português: Rei do Barém).
- S.M. Xeque Hamad ibn Isa Al Khalifa (2002–presente).